# Zac Farro
Zachary Wayne "Zac" Farro (Voorhees, Nueva Jersey; 4 de junio de 1990) es un músico estadounidense, conocido principalmente por ser el baterista de la banda pop punk Paramore.

## Biografía
Empezó cuando tenía 9 años junto con su hermano formaron una banda en donde empezaron a escribir sus propias canciones.

### Paramore (2002-2010, 2016-presente)

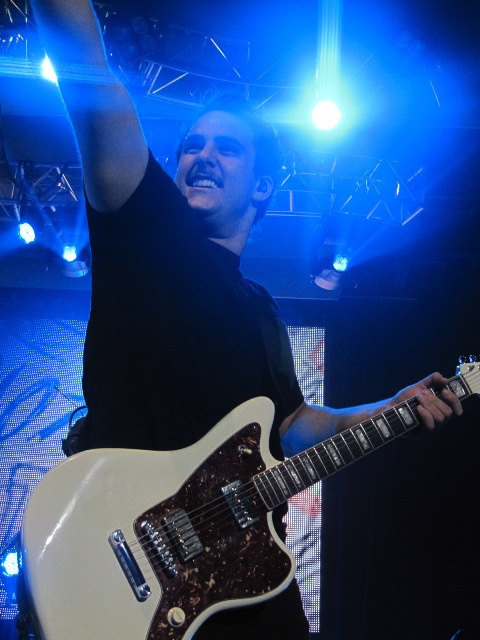
Farro con una Jazzmaster en el Honda Civic Tour.

En 2002, Zac con su hermano Josh estaban buscando un vocalista para su banda, cuando conocieron a Hayley Williams en la escuela. Con Hayley Williams (voz), Josh Farro (guitarra líder y coros), Zac Farro (batería), Jeremy Davis (bajo) y Jason Bynum (guitarra rítmica) formaron oficialmente Paramore en 2004. Eligieron ese nombre ya que en francés significa «amante secreto».
Con Paramore, Farro lanzó los álbumes All We Know Is Falling (2005), Riot! (2007) y Brand New Eyes (2009), además de diversos EP, álbumes en vivo y DVD. A pesar de participar activamente como compositor de las canciones de Paramore, Zac escribió las canciones «When It Rains» (de Riot!) y «Stop This Song» (lado B del sencillo «Misery Business»).

#### Salida de Paramore
El 18 de diciembre de 2010, un mensaje de Hayley, Jeremy y Taylor apareció en el sitio web oficial de Paramore diciendo que Josh y Zac dejaban la banda. El mensaje indicaba: «Hace un par de meses atrás, Josh y Zac nos hicieron saber que se retirarían de la banda después de nuestro show en Orlando el domingo pasado. Ninguno de nosotros estaba muy sorprendido. Durante el último año ha parecido como si no quisieran estar aquí. Queremos que Josh y Zac hagan algo que los haga sentir felices y si eso no está aquí con nosotros, entonces los apoyamos para encontrar la felicidad en otra parte. Pero ni por un segundo pensamos en olvidar todo esto». Josh después escribió un mensaje de parte de él y de Zac, totalmente diferente al de la banda, alegando que esta era «un producto fabricado por un sello importante». También acusó a Williams de ser manipulada por el sello discográfico y que ella trataba al resto del grupo como si fuera su proyecto en solitario; afirmó que también era la única integrante de la banda que firmó con Atlantic Records.
A principios de 2017 se confirma la vuelta de Zac Farro a Paramore, alegando que para él fue como una segunda oportunidad y que lo que más deseaba era pasar tiempo con Hayley y Taylor.

### HalfNoise (2010-presente)

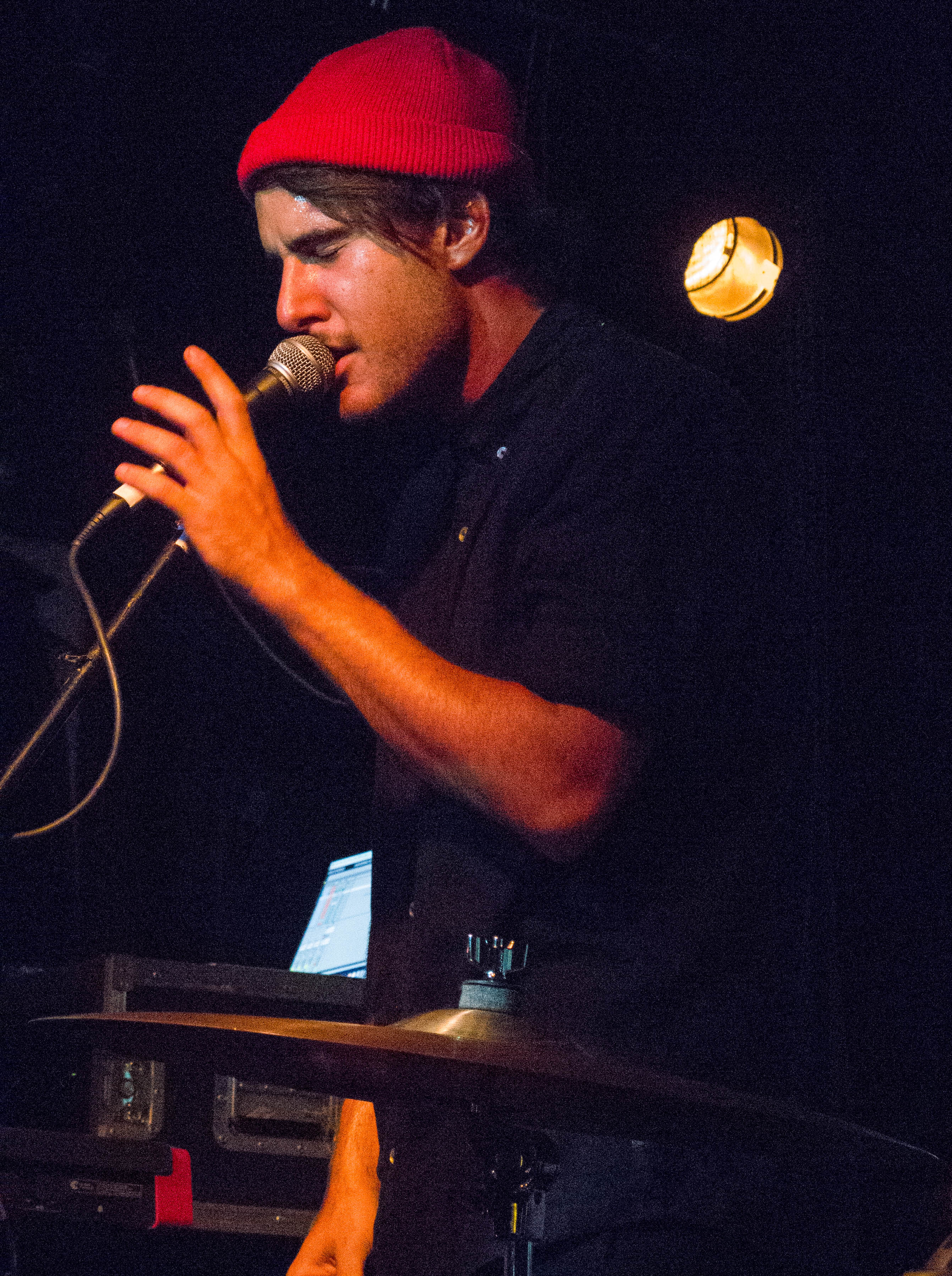
Farro con HalfNoise en 2015.

Dos días después de su salida de Paramore, Zac ha participado en un nuevo proyecto de banda llamado "Tunnel", lanzando una nueva canción llamada "Hide Your Eyes". El dúo luego cambió su nombre a "HalfNoise" debido a que otras bandas se llamaban también "Tunnel". La banda cuenta con Farro (batería y coros) y Jason Clark (guitarra, voz).
HalfNoise lanzó su primer sencillo «Mountain» el 29 de mayo de 2014. Farro anunció también que su álbum llamado Volcano Crowe será lanzado pronto.

### Novel American (2011-2014)
El 20 de diciembre se confirmó la presencia de Zac en otra banda que el mismo junto con un amigo habían creado llamada Half Noise contando sólo con Zac y Jason Clark como miembros hasta ahora también se filtró un demo de esta nueva banda llamado "Hide Your Eyes".
El 22 de febrero de 2011, la banda anunció que Zac, ingresaría a la banda reemplazando a Tyler Ward en la batería. Pero en mayo de 2014, la banda anunció su separación debido a la falta de un vocalista adecuado. 

## Influencias musicales
Zac Farro ha citado como influencias a Dave Grohl (Nirvana, Foo Fighters, Them Crooked Vultures), William Goldsmith (Foo Fighters), Billie Joe Armstrong (Green Day), Riley Breckenridge (Thrice), Death Cab for Cutie, Mew y Paper Route, entre otros.

## Discografía

### Paramore
Álbumes de estudio
- All We Know Is Falling (2005)
- Riot! (2007)
- Brand New Eyes (2009)
- After Laughter (2017)
- This Is Why (2023)

### HalfNoise
EP
- HalfNoise (2012)
- Volcano Crowe (2014)
- Sudden Feeling  (2016)
- Flowerss (2018)